# Стоилов, Стойчо
Стойчо Стоилов (болг. Стойчо Стоилов, 15 октября 1971) — болгарский футболист, выступавший на позиции полузащитника за сборную Болгарии, спортивный организатор.

## Клубная карьера
Стойчо Стоилов выступал за болгарские клубы «Пирин» из своего родного Благоевграда, софийский ЦСКА, «Добруджу» и «Литекс». В 1999 году он перешёл в немецкий «Нюрнберг», с которым в 2001 году выиграл Вторую Бундеслигу. 28 июля того же года он дебютировал в Бундеслиге, выйдя в основном составе в гостевом матче с дортмундской «Боруссией».
В 2002 вернулся в Болгарию, в клуб «Литекс». Там он стал капитаном, но сломал ногу в поединке с софийским ЦСКА. 14 ноября того же года футболист получил три пулевых ранения от бывшего военнослужащего Симеона Мечева. Стоилов сумел восстановиться, но этот инцидент положил конец его профессиональной футбольной карьере. Преступник был приговорён к 10 годам тюрьмы, из которых в заключении пробыл шесть. Мечев был досрочно освобождён в августе 2011 года.
Впоследствии Стоилов стал работать в управлении клуба «Литекс». Позднее работал в руководстве софийского ЦСКА.

## Карьера в сборной
25 марта 1998 года дебютировал за сборную Болгарии в гостевом товарищеском матче против Македонии, выйдя на замену в середине второго тайма. Спустя месяц он забил свой первый и единственный гол за национальную команду, отметившись в домашней товарищеской игре с Марокко.
Полузащитник был включён в состав сборной Болгарии на чемпионат мира по футболу 1998 года во Франции, но на поле в рамках турнира так и не вышел.

## Образование
С отличием закончил Софийский университет по двум специальностям: английский язык и журналистика. Он является известным публичным оратором и авторитетным специалистом по болгарской грамматике.

## Достижения

### В качестве игрока
ЦСКА София
- Чемпион Болгарии (1): 1991/92

 «Литекс»
- Чемпион Болгарии (2): 1997/98, 1998/99

 «Нюрнберг»
- Победитель Второй Бундеслиги (1): 2000/01